# チェルノブ
『チェルノブ』（CHELNOV）は、1988年にデータイースト社がアーケードゲームとして稼働した強制横スクロール型のアクションゲームである。タイトル画面には「ATOMIC RUNNER CHELNOV 戦う人間発電所」とある。
本作は奇抜な世界観でも知られており、たとえば、とあるステージではピラミッドが砂漠の中を走る場面があるほか、同ステージのボスキャラクターが遮光器土偶に酷似していることなどが挙げられる。

## ゲーム内容
8方向レバーと3ボタン（ショット1＝攻撃、ショット2＝ジャンプ、ショット3＝振り向き）で操作する。
6種類の武器がある。またパワーアップアイテムで、武器の火力・連射速度・射程、チェルノブのジャンプ力がそれぞれ向上する。
画面は一定の速度で右方向にスクロールし続け、レバーから手を離しても走り続ける。「レッツランニング」というキャッチコピーの通り、レバーを左に入れてもその場で走るのを停止しスクロールに従って画面左方向へ置いていかれるだけで、基本的に後退はできない（ジャンプ中に後退は可能。またはボスステージのみ前後移動が可能）。

### 武装
光子力光線初期装備の光線銃。連射が可能。パワーアップによりビームが太くなり、射程と弾速も上昇する。最大パワーアップ時の弾速は凄まじく、シンクロ連射を使うと凄まじい事になる。
エネルギーブーメラン往復能力を持つブーメラン。ジャンプ中に放つと変則的な軌道で戻ってくるが、連射能力に難がある。
光輪徐々に拡大する火の輪を放つ幅の広い直線攻撃。やや威力が低い。
電撃むち判定が持続する鞭を放つ。射程が短めで威力はあまり無いが敵を貫通する。パワーアップすると、3方向に同時に放つ。メガドライブ版では飛鉄球になっている。
重力分銅円弧を描きながら飛んで行く分銅。パワーアップによりボタン1回で発射する分銅の数が増える。弾単体の威力は強いが、弾の画面外への進行速度が遅い上、連射のパワーアップレベルが上がる毎に円軌道が拡大する。
赤城山ミサイル誘導ミサイル。爆風にも判定がある。元ネタは『プロジェクトA子』。

## ストーリー

### アーケード版
ある日、炭鉱夫チェルノブは原子力発電所の爆発事故に巻き込まれる。九死に一生を得たが、異状〔ママ〕能力が身に付いた。そして謎の組織デスタリアンが、その能力を狙う。

### メガドライブ版
家族3人で宇宙開発用スーツの研究をおこなっていた若き科学者であるチェルノブは、ある日の夜更けに自宅を凶悪組織「デスタリアン」に襲撃される。妹のチェルミーはさらわれ、瀕死の重傷を負った父は、これまで開発していたスーツが、本当は来たるべきデスタリアンとの決戦に備え、対抗するための機能を内蔵した戦闘歩兵服であることを明かす。その直後、チェルノブもまたデスタリアンに囚われてしまうが、怒りを爆発させたチェルノブはスーツの力で窮地を脱し、妹の救出とデスタリアン打倒のために走り出すのだった。

## 移植版
| No. | タイトル                                          | 発売日                | 対応機種                               | 開発元             | 発売元             | メディア                            | 型式                    | 売上本数 | 備考                                                               |
| --- | ------------------------------------------------- | --------------------- | -------------------------------------- | ------------------ | ------------------ | ----------------------------------- | ----------------------- | -------- | ------------------------------------------------------------------ |
| 1   | チェルノブ                                        | 1992年10月16日 1992年 | メガドライブ                           | データイースト     | データイースト     | 8メガビットロムカセット             | T-13073 T-13036 1144-50 | -        |                                                                    |
| 2   | ビデオゲームアンソロジー VOL.2 チェルノブ         | 1993年1月29日         | X68000                                 | 電波新聞社         | マイコンソフト     | 5インチフロッピーディスク           | DP-3205024              | -        |                                                                    |
| 3   | チェルノブ                                        | 2007年9月11日         | Wii                                    | データイースト     | パオン             | ダウンロード (バーチャルコンソール) | -                       | -        | メガドライブ版の移植                                               |
| 4   | チェルノブ                                        | 2010年2月9日          | Windows                                | データイースト     | D4エンタープライズ | ダウンロード (プロジェクトEGG)      | -                       | -        | メガドライブ版の移植 配信終了                                      |
| 5   | チェルノブ                                        | 2020年6月19日         | Windows                                | データイースト     | D4エンタープライズ | ダウンロード (プロジェクトEGG)      | -                       | -        | アーケード版の移植                                                 |
| 6   | チェルノブ                                        | 2020年7月21日         | Windows                                | データイースト     | D4エンタープライズ | ダウンロード (プロジェクトEGG)      | -                       | -        | メガドライブ版の移植 再配信                                        |
| 7   | チェルノブ                                        | INT 2022年10月27日    | メガドライブ ミニ2 SEGA Genesis Mini 2 | エムツー           | セガ               | プリインストール                    | HAA-2524 MK-16310       | -        | メガドライブ版の移植                                               |
| 8   | イーグレットツー ミニ アーケードコレクションPART1 | 2025年12月18日        | イーグレットツー ミニ                  | 瑞起 ※本体の開発元 | タイトー           | SDカード                            | -                       | -        | アーケード版の移植 追加SDカードに入っている10作品の1つとして収録。 |

メガドライブ版（1992年）
基本設定やグラフィック、ステージ構成等に変更がある。たとえば、アーケード版におけるチェルノブは炭鉱夫だったのに対し、メガドライブ版では科学者という設定であり、物語も「若き科学者であるチェルノブが、父が開発したコンバットスーツで悪の組織『デスタリアン』と闘い、攫われた妹を助ける」という内容に変更されている。背景はアーケード版では暗色系であったが、古代遺跡や砂漠等を思わせるデザインにアレンジされている。最終面のBGMでイット・バイツの"I Got You Eating Out Of My Hand"が流れる。Wiiのバーチャルコンソールで2007年9月11日に配信されるが、音楽の音色が完全には再現されていない。
X68000版（1993年）
開発はマイコンソフト、発売は電波新聞社。ビデオゲームアンソロジーのVol.2として発売される。内容はアーケード版の完全移植。メガドライブ用コントロールパッド変換アダプターが付属していた。
セガサターン版（未発売）
1997年頃に東京ゲームショーや秋葉原の一部店舗の店頭にて、製作途中のバージョンが展示されたが発売中止となる。内容はアーケード版の完全移植。

## スタッフ
アーケード版
- プログラム：INOUE（井上隆明）、AKIYAMA（秋山宗一）、HAGA
- ハード：SHINOZAKI
- サウンド：HARA（原あづさ）、YOSHIDA（吉田博昭）[1]、KIUCHI（木内達也）、TENNO
- グラフィック：M.TOKORO（野老雅典）、J.S、MIX MAN、RITSU.T

メガドライブ版
- ゲーム・アレンジ、デザイン：大谷明
- グラフィック・デザイン：よこいまう、さとうむつのり
- プログラム：ワークスささもと
- 音楽&効果音：これまさ（岩崎正明）[1]
- サウンド・ドライバー・プログラム：なかがわつよしのともだちのふじまる（藤丸博康）
- スペシャル・サンクス：札幌サテライトのみなさん

## サウンドトラック
- チェルノブ　オリジナル・サウンドトラック（2021年7月21日/CINEMA-KAN/規格番号CINK-116）

アーケード版、メガドライブ版の音楽を全曲収録している。吉田博昭、岩崎正明へのインタビューが掲載されている。
メガドライブ版の音楽に用いられたサンプリング音源（奇声と評するメディアもある）について、岩崎正明へのインタビューで触れられている。
- チェルノブ　オリジナル・サウンドトラック（2023年12月20日/CASSETRON/規格番号CTN-26）

数量限定で制作されたアナログレコード盤。

## 評価

### 雑誌媒体での評価
アーケード版
当時のゲーム雑誌『ゲーメスト』の企画「第2回ゲーメスト大賞」（1987年度）で、読者投票によりベストキャラクター賞で本作の主人公であるチェルノブが13位を獲得している。
メガドライブ版
- ゲーム誌『ファミコン通信』のクロスレビューでは6・8・6・5の合計25点（満40点）になっている[11]。

- ゲーム誌『メガドライブFAN』の読者投票による「ゲーム通信簿」での評価は以下の通りとなっており、23.68点（30点満点）となっている[3]。

| 項目 | キャラクタ | 音楽 | 操作性 | 熱中度 | お買得度 | オリジナリティ | 総合  |
| 得点 | 4.34       | 4.13 | 3.46   | 3.91   | 3.80     | 4.04           | 23.68 |

- ゲーム誌『マル勝メガドライブ』の新作ソフト誌上ロケーションテストでは80、95、85、80の340点[14]。レビュアーは終末観漂うムードなゲームで完成度は高いと評価し、グラフィックについても同様に評価している[14]。また、チェルノブの手足を高く上げる走り方については、「ウルトラシリーズ」に登場するケムール人のようで強そうには見えないもののそれがよいとする意見もあったほか、チェルノブの死亡シーンがコミカルで笑えるという意見もあった[14]。レビューでは操作性や動作には問題はないとしつつも、操作体系が特殊であり、イージーモードでも結構難しいという指摘が寄せられた[14]。また、スピード感については、スピード感が高いとした者と、強制スクロールながらそれがない謎ゲーとする者とで意見が分かれた[14]。

### 問題作と言われる所以
本作が日本ゲーム史上に残る問題作と言われる所以は、ストーリーなどの設定の際どさにある。タイトル画面のソ連国旗(マルクス・レーニン主義の象徴である「鎌と槌」)、「原子力発電所の事故で被曝した炭鉱夫」という設定、「円高コイン」というアイテムのネーミング、最終面に登場する自由の女神（最後には頭部が炎に包まれる）、そして何より『チェルノブ』というそのタイトルから、1986年のチェルノブイリ原発事故を茶化した不謹慎ゲームであると、当時の世間から轟々たる非難を浴びた。
その際データイーストはテレビ番組のインタビューで「チェルノブはカルノフ（同社作品）の従兄弟という設定であり、原発事故とは全く関係ない」と釈明。しかし、同番組の構成・編集等の影響もあって、当時この釈明を信用する者は少なかった。この番組は「ゲームへの悪意に満ちた編集をされた」とのことで、データイーストではテレビ局に抗議したが、局からは型どおりの謝罪文が送られてきたのみだったという。
後に関係者が語ったところでは、当初は別の名前でゲームが開発されていたものの、事故発生の半年前に偶々開発者の間でチェルノブイリ原発の話題が出て、その際に「名前の響きが気に入ったから」という理由でゲームの名称が変更された、とのこと。結果的に不謹慎ゲームとなってしまったのは本当に「全くの偶然の一致」だという。

### 音楽に対する評価
ライターの風のイオナは、2021年のサウンドトラックのレビュー記事の中で、2曲目に収録された「チェルノブ・テーマ」（アーケード版）は、力強いメロディラインとベースラインが印象的だとする一方、10曲目に収録された「ゾーン1/チェルノブ・テーマ」（メガドライブ版）は原曲とはキーやテンポが異なるため新鮮に感じたと述べている。
また、ゾーン2以降のメガドライブ版の独自ステージのBGMはエスニックな曲が多いことを指摘し、メガドライブ版のステージ構成が古代文明の遺跡を想起させる内容に変更されたことが影響しているかもしれないと推測している。

## 関連作品
- トリオ・ザ・パンチ（1989年） - 「でっけぇ奴」ステージボスとして新武器のハンマーを持ったチェルノブが登場する。また同ステージはどことなく原作テイストで、巨大土偶の頭が跳ね跳んでいる。ボスであるチェルノブは大きくない。倒してもステージ14で出てくる。
- ドラゴン忍者（1988年） - ステージ5。貨物列車の中に、チェルノブを輸送する冷凍コンテナが見られる。
- タンブルポップ（1991年） - 雑魚敵キャラクターとしてチェルノブがカメオ出演。9面の宇宙ステージにて登場し、原作技の光輪を3連続で放ってくる。
- ファイターズヒストリー ～溝口危機一髪!!～（1995年） - 隠しキャラクターでチェルノブが登場。原作をオマージュした多彩な飛び道具を有する。またステージ曲も原作BGMをアレンジしたものとなっている。